# Machsike Hadas
Machsike Hadas er en jødisk menighed etableret af ortodokse jøder i begyndelsen af det tyvende århundrede i København.
Grundlæggerne af denne institution var blandt andre Abraham Samson og Isidor Gutterman.
Machsike Hadas synagoge ligger i Ole Suhrs Gade i København, hvor der tidligere var gudstjeneste op til to eller tre gange om dage. I dag er der gudstjeneste 2 gange om dagen. I 1960'erne var der et sted mellem 35 og 40 familier, der hver bestod af mindst fem personer i gennemsnit, hvilket gav et stort tilskud til foreningen. I dag befinder langt de fleste af efterkommerne af disse relativt mange familier sig over den ganske verden: USA, Israel, England, Belgien, Frankrig, Australien, Canada og formentligt også mange andre steder.
Machsike Hadas' rabbinere har igennem årene inkluderet, Tobias Lewenstein, Benjamin Zeev Jacobsen, Bernhard Steinhaus, Yezreel Chaikin, Moshe Menachem Jacobsen, Seckbach, Furmann og mange flere.
Slægtnavne der forekommer/forekom i menigheden er Katzenstein, Toron, Winkler, Jacobsen, Samson, Kahn, Steinhaus, Bibelman, Eisen, Knoepfelmacher, Gutterman, Ruben, Schalimtzek og Heimann.
Machsike Hadas betyder egentlig "De, der holder fast ved troen".
Machsike Hadas udvikling er typisk for de små jødiske menigheder i dagens Europa.

## Eksterne links
- hjemmeside for Machsike Hadas

55°41′22″N 12°34′19″Ø / 55.68944°N 12.57206°Ø